# Arnaud Ier de Castelbon
 (septembre 2014).
Si vous disposez d'ouvrages ou d'articles de référence ou si vous connaissez des sites web de qualité traitant du thème abordé ici, merci de compléter l'article en donnant les références utiles à sa vérifiabilité et en les liant à la section « Notes et références ».
Arnaud Ier de Castelbon (né en 1155 et décédé en 1226) est vicomte de Castelbon de 1185 à 1226.
Il est le fils de Raymond II de Castelbon et d'Ermessinde de Montferrer. 
Il épouse Arnaude de Caboet et une enfant est née après cette union :
- Ermessinde de Castelbon, épouse Roger-Bernard II de Foix.